# Karl-Erik Svensson
För andra betydelser, se Karl-Erik Svensson (olika betydelser).
Karl-Erik Svensson född 10 juli 1927 i Frösö Jämtland död 24 mars 2002 i Stockholm, svensk skådespelare, inspelningsledare och inspicient.

## Filmografi
- 1964 – Svenska bilder
- 1951 – Spöke på semester

## Inspelningsledare i urval
- 1967 – Roseanna (1967)
- 1964 – Svenska bilder
- 1962 - En nolla för mycket
- 1960 – På en bänk i en park